# Rachel Platten
Rachel Ashley Platten, född 20 maj 1981 i New York, är en amerikansk singer-songwriter. Hon är mest känd för sin låt "Fight Song" som släpptes 2015. "Fight Song" har legat etta på Billboards Adult Top 40, flandriska Ultratiplistan och brittiska UK Singles Chart. Den har även sålt guld i Nya Zeeland, platina i hennes hemland USA och dubbelt platina i Australien. Taylor Swift bjöd in Platten att framföra "Fight Song" på en konsert på Swifts turné i juni 2015.